# Rainer Simon
Rainer Simon (Hainichen, 11 gennaio 1941) è un regista e sceneggiatore tedesco.
Ha vinto l'Orso d'oro al Festival internazionale del cinema di Berlino nel 1985 con La signora e lo straniero (Die Frau und der Fremde).

## Filmografia parziale
- Wie heiratet man einen König? (1969)
- Aus unserer Zeit (1970)
- Männer ohne Bart (1971)
- Sechse kommen durch die Welt (1972)
- Liebe mit 16 (1974)
- Till Eulenspiegel (1975)
- Zünd an, es kommt die Feuerwehr (1979)
- Jadup und Boel (1981/1988)
- Das Luftschiff (1983)
- La signora e lo straniero (Die Frau und der Fremde) (1985)
- Wengler & Söhne – Eine Legende (1987)
- Die Besteigung des Chimborazo (1989)
- Der Fall Ö. (1991)
- Fernes Land Pa-isch (1993)
- Die Farben von Tigua (1994)
- Mit Fischen und Vögeln reden (1999)
- Der Ruf des Fayu Ujmu (2003)